# Stefania Sansonna
Stefania Sansonna est une joueuse italienne de volley-ball née le 1er novembre 1982 à Canosa di Puglia, dans la province de Barletta-Andria-Trani. Elle mesure 1,75 m et joue au poste de libero.

## Clubs
| Club                  | Pays   | De        | À         |
| --------------------- | ------ | --------- | --------- |
| Icot Faenza           | Italie | 1998-1999 | 1998-1999 |
| P.M.V. Potenza        | Italie | 1999-2000 | 2001-2002 |
| Pallavolo Casette     | Italie | 2002-2003 | 2002-2003 |
| Assi Manzoni Brindisi | Italie | 2003-2004 | 2004-2005 |
| Europea 92 Isernia    | Italie | 2005-2006 | 2005-2006 |
| Castellana Grotte     | Italie | 2006-2007 | 2009-2010 |
| Asystel Volley        | Italie | 2010-2011 | 2011-2012 |
| River Volley Piacenza | Italie | 2012-2013 | 2013-2014 |
| AGIL Volley           | Italie | 2014-2015 | …         |

## Palmarès
- Coupe d'Italie
  - Vainqueur : 2013, 2014.
- Challenge Cup
  - Finaliste : 2013.
- Championnat d'Italie
  - Vainqueur : 2013.
- Supercoupe d'Italie
  - Vainqueur : 2013.